# Sun Shuwei
Sun Shuwei (República Popular China, 21 de enero de 1976) es un clavadista o saltador de trampolín chino especializado en la plataforma de 10 metros, donde consiguió ser campeón mundial en 1991.

## Carrera deportiva
En el Campeonato Mundial de Natación de 1991 celebrado en Perth (Australia), ganó la medalla de oro en la plataforma de 10 metros, con una puntuación de 623 puntos, por delante de su compatriota Xiong Ni  (plata con 603 puntos) y del soviético Georgiy Chogovadze (bronce con 580 puntos).